# ポックスドルフ (オーバーフランケン)
ポックスドルフ (ドイツ語: Poxdorf) は、ドイツ連邦共和国バイエルン州フォルヒハイム郡（オーバーフランケン行政管区）に属す町村（以下、本項では便宜上「町」と記述する）で、エッフェルトリヒ行政共同体を構成する。

## 地理

### 位置
ポックスドルフは、エアランゲンとフォルヒハイムの間、フォルヒハイムの南東約7kmのフレンキシェ・シュヴァイツ周縁部のレグニッツ川沿いに位置する。

### 行政共同体
ポックスドルフは、エッフェルトリヒとともにエッフェルトリヒ行政共同体を形成している。

## 歴史
ポックスドルフは、世俗化以前は、バンベルク司教領に属した。この集落は、1803年の帝国代表者会議主要決議以降、バイエルンに属した。バイエルン王国の行政改革の時代、1818年の自治体令により現在の自治体が形成された。かつてポックスドルフに属していたハーゲヌ集落は、バイアースドルフ市に編入された。

## 行政

### 議会
ポックスドルフの議会は、首長を含む13議席で構成される。

### 紋章
図柄：銀地で、上部に赤いミトラ、下部にゆったりと歩き、こちらを見、赤い舌を出した黒い獅子。

## 引用
1. ↑  https://www.statistikdaten.bayern.de/genesis/online?operation=result&code=12411-003r&leerzeilen=false&language=de Genesis-Online-Datenbank des Bayerischen Landesamtes für Statistik Tabelle 12411-003r Fortschreibung des Bevölkerungsstandes: Gemeinden, Stichtag (Einwohnerzahlen auf Grundlage des Zensus 2011)